# スーパーナチュラル (アルバム)
『スーパーナチュラル』（Supernatural）は、アメリカのラテン・ロック・バンド、サンタナが1999年に発表したアルバム。アルバム全体のプロデュースはクライヴ・デイヴィスとカルロス・サンタナで、曲ごとに様々なプロデューサーが参加している。

## 解説
本作は、サンタナ名義のスタジオ録音アルバムとしては7年ぶり。アリスタ・レコードへの移籍第1弾でもある。
多彩なゲストを招いたのが特徴で、デイヴ・マシューズ、エヴァーラスト、ロブ・トーマス（マッチボックス20）、ローリン・ヒル、シー・ロー、マナ、イーグル・アイ・チェリー、エリック・クラプトンが参加。
シングル「スムース」が全米1位になり、アルバム自体も記録的な大ヒットとなって、グラミー賞の9部門を独占するという快挙を果たした。（後述）現在までの売り上げは2500万枚を超えている。その後の『シャーマン』（2002年）や『オール・ザット・アイ・アム』（2005年）でも、本作と同様、様々な世代やジャンルのゲストを起用するという路線が貫かれた。
2000年4月28日の日本武道館公演では、エリック・クラプトンをゲストに迎えて「ザ・コーリング」を演奏。
野口五郎が、「スムース」を「愛がメラメラ -SMOOTH-」というタイトルでカヴァーしている。

## グラミー賞獲得歴
全て第42回グラミー賞（2000年）での受賞。
- 最優秀アルバム賞
- 最優秀ロック・アルバム賞
- 最優秀レコード賞 - スムース
- 最優秀楽曲賞 - スムース
- 最優秀ロックパフォーマンス・グループ部門 - プット・ユア・ライツ・オン
- 最優秀ロック・インストゥルメンタル・パフォーマンス部門 - ザ・コーリング
- 最優秀ポップ・パフォーマンス（デュオもしくはグループ）部門 - マリア・マリア
- 最優秀ポップ・コラボレーション（ボーカルあり）部門 - スムース
- 最優秀ポップ・インストゥルメンタル部門 - エル・ファロル

## 収録曲
1. ヤレオ - (De Le)Yaleo
2. ラヴ・オブ・マイ・ライフ - Love Of My Life
featuring DAVE MATTHEWS
3. プット・ユア・ライツ・オン - Put Your Lights On
featuring EVERLAST
4. アフリカ・バンバ - Africa Bamba
5. スムース - Smooth
featuring ROB THOMAS
6. ドゥ・ユー・ライク・ザ・ウェイ - Do You Like The Way
featuring LAURYN HILL & CEE-LO
7. マリア・マリア - Maria Maria
8. ミグラ - Migra
9. コラソン・エスピナード - Corazon Espinado
featuring Maná
10. ウィッシング・イット・ワズ - Wishing It Was
featuring EAGLE-EYE CHERRY
11. エル・ファロル - El Farol
12. プリマベーラ - Primavera
13. ザ・コーリング - The Calling
featuring ERIC CLAPTON

＋シークレット・トラック

## 演奏メンバー
- Carlos Santana - Guitar、Congas、Percussion、Vocals
- Chester Thompson - Keyboards
- Raul Rekow - Congas
- Karl Perazzo - Congas、Timbales、Percussion、Vocals
- Tony Lindsay - Vocals
- Benny Rietveld - Bass
- Rodney Holmes - Drums
この7人を中心に、多くのゲスト・プレイヤーが参加。

- Francis Dunnery - Rhythm Guitar
- Al Anderson - Rhythm Guitar
- Sergio Vallin - Rhythm Guitar
- Raul Pacheco - Rhythm Guitar、Percussion
- JB Eckl - Rhythm Guitar
- George Whitty - Keyboards
- Loris Holland - Keyboards
- Alberto Salas - Keyboards
- KC Porter - Programming、Accordion、Keyboards、Vocals
- Luis Conte - Congas、Percussion
- Humberto Hernandez - Percussion
- Tom Barney - Bass
- Juan D. Calleros - Bass
- Mike Porcaro - Bass
- Billy Johnson - Drums
- Carter Beauford - Drums
- Horacio Hernandez - Drums
- Alex Gonzales - Drums、Background Vocals
- Greg Bissonette - Drums
- Jimmy Keegan - Drums
- The Product G&B - Lead Vocals(on 「Maria Maria」)
- Fher - Vocals

- Jeanie Tracy - Vocals
- Lenesha Randolph - Background Vocals
- Gonzalo Chomat - Background Vocals
- Jeff Cressman - Trombone
- Jose Abel Figueroa - Trombone、Trumpet
- Steve Touré - Trombone
- Ramon Flores - Trombone
- Mic Gillette - Trombone、Trumpet
- Javier Melendez - Trumpet
- William Ortiz - Trumpet
- Earl Gardner - Trumpet、Flugelhorn
- Marvin McFadden - Trumpet
- Danny Wolinski - Sax、Flute
- Joseph Daley - Tuba
- Joseph Herbert - Cello
- Daniel Seidenberg - Viola
- Hari Balakrisnan - Viola
- Jeremy Cohen - Violin
- Dante Ross - Programming
- John Gamble - Programming
- Mike Mani - Programming